# Simon Dumas
Pour les articles homonymes, voir Dumas.
Simon Dumas, né le 17 mars 1976 à Lévis, est un écrivain et artiste multidisciplinaire québécois. Il est aussi le fondateur et directeur artistique des Productions Rhizome.

## Biographie
Diplômé en études littéraires de l'Université Laval en 2000, Simon Dumas est cofondateur de Rhizome, un organisme voué à la recherche et à la création en matière d’expression littéraire hors du livre. Il en est le directeur artistique en plus d'assurer les rôles de producteur et de metteur en scène pour de nombreux spectacles.
Dans le cadre de ses fonctions, il présente notamment des spectacles interdisciplinaires dans des festivals tel qu’Atomes (festival Les Transnumériques, Bruxelles, 2008), Para quedar / pour rester humain (festival Bains numériques, Paris, 2010) ainsi que Les duos transatlantiques, coproduit par Transcultures (festival City Sonic, Mons, 2013),.
En plus de ces productions, Simon Dumas produit, à titre de projets personnels, Fade out (spectacle), Chœur(s) (installation), Projections (court-métrage), un essai poétique qui adapte le texte éponyme de Andrée A. Michaud et qui est présenté au Rendez-vous du cinéma québécois en 2011 ainsi que Le Désert mauve, un spectacle autour de et avec Nicole Brossard,,,.
Il publie également plusieurs recueils de poésie : Pastels fauves (Éditions du Loup de gouttière, 2001), Petites îles de soif (Écrits des forges, 2003), La chute fut lente, interminable puis terminée (Éditions La Peuplade, 2008) inspiré de l'œuvre poétique de Geneviève Amyot, Mélanie (Éditions de l’Hexagone, 2013), un questionnement sur la figure éponyme, personnage principal du recueil Le Désert mauve de Nicole Brossard, Fade out suivi de Le langage est un matériau (Éditions Rhizome, 2014) ainsi que Révélations (Éditions de l'Hexagone, 2016),,.
Simon Dumas est aussi le cofondateur du Bureau des affaires poétiques, un organisme qui met en œuvre le Mois de la poésie de Québec. Il en a été le président de 2014 à 2020,.
En 2016, L'Institut canadien de Québec lui décerne le Prix d'excellence arts et culture pour sa contribution à la vie littéraire de la région de Québec. Simon Dumas est aussi récipiendaire du Prix d'excellence des arts et de la culture, Rayonnement international (2013) et finaliste au Prix Alain-Grandbois de l'Académie des lettres du Québec,.

## Œuvres

### Poésie
- Pastels fauves, Québec, Loup de gouttière, 2001, 60 p.  (ISBN 2-89529-039-3)
- Petites Îles de soif, Trois-Rivières, Écrits des Forges, 2003, 62 p.  (ISBN 2-89046-755-4)
- La Chute fut lente interminable puis terminée, Montréal, La Peuplade, 2008, 58 p.  (ISBN 978-2-923530-07-9)
- Mélanie, Montréal, Éditions de l’Hexagone, 2013, 91 p.  (ISBN 9782896480401 et 9782896480418)
- Fade out suivi de Le langage est un matériau, Québec, Éditions Rhizome, 2014, 35 p.  (ISBN 9782981310842)
- Révélations : poésie, fiction, apocalypse, Montréal, Éditions de l’Hexagone, 2016, 78 p.  (ISBN 9782896480913)

### Collectifs
- D'une lettre à l'autre, ouvrage collectif, Montréal, Écrits des Forges, 2005, 68 p.  (ISBN 2-89046-902-6)
- Les Duos transatlantiques : long courriel (avec cd), ouvrage collectif, Québec, Éditions Rhizome, 2013, 43 p.  (ISBN 9782981310859)
- La Chute du piano, en collaboration avec Virginie Barreteau, Éditions Rhizome, 2014, 37 p.  (ISBN 9782981310811)
- Images invisibles, ouvrage collectif, Québec Éditions Rhizome, 2014, 39 p.  (ISBN 9782981310828)
- Bienvenue aux dames, ouvrage collectif, Montréal, Éditions VLB, 2014, 176 p.  (ISBN 9782896495986)

## Prix et honneurs
- 2009 - Finaliste : Prix Alain-Grandbois de l'Académie des lettres du Québec (Pour La chute fut lente)[13]
- 2013 - Récipiendaire : Prix d'excellence des arts et de la culture, Rayonnement international[14]
- 2016 - Récipiendaire : Prix d'excellence arts et culture pour sa contribution à la vie littéraire de la région de Québec, L'Institut canadien de Québec[12].

### Articles de l'auteur
- « Leur père à tous : sur Bernard Heidsieck », magazine Spirale en ligne, 2015
- «Le langage est un matériau », dossier « Témoignages », Voix et images, vol. 40, no 2, 2015
- « Nous ne sommes pas seuls », revue Les Écrits, no 143, 2015
- « Littérature et interdisciplinarité », dossier « La poésie hors le livre », Québec français, no 171, 2014